# Dżamil Mardam
Dżamil Mardam (ur. 1893 w Damaszku, zm. 1960 w Kairze) – syryjski polityk, działacz niepodległościowy, dwukrotny premier Syrii w latach 1936–1939 oraz 1946–1948.

## Życiorys

### Wczesna działalność
Pochodził z zamożnej rodziny z Damaszku. Ukończył studia w zakresie nauk politycznych w Paryżu. W czasie nauki, w 1911, brał udział w tworzeniu arabskiej organizacji patriotycznej Al-Fatat, która początkowo opowiadała się za równouprawnieniem Turków i Arabów w ramach Imperium Osmańskiego, następnie zaś zaczęła domagać się utworzenia niepodległego państwa arabskiego. Od 1913 Al-Fatat miał swoje biuro w Bejrucie, zaś od 1914 - w Damaszku. W 1916 jego działacze wzięli udział w powstaniu arabskim. Skazany zaocznie na śmierć, Dżamil Mardam zbiegł do Europy. Część innych przywódców Al-Fatat została w 1916 stracona w Damaszku i Bejrucie. W 1918 powrócił do Damaszku i został doradcą Fajsala I. Razem z nim przybył na konferencję wersalską, podczas której brał udział w rozmowach arabsko-francuskich, podczas których Fajsal starał się zapobiec utworzeniu w Syrii i Libanie francuskiego terytorium mandatowego w miejsce w pełni suwerennego państwa.

### Udział w walce o niepodległe państwo arabskie
W lipcu 1920 wojska francuskie opanowały terytorium Królestwa Syrii rządzonego przez Fajsala. Ogłoszona została jego detronizacja, zaś Dżamil Mardam został skazany na śmierć. Zdołał zbiec do Jerozolimy, gdzie pozostał do 1921, kiedy władze mandatowe ogłosiły amnestię powszechną. Przystąpił do podziemnej organizacji niepodległościowej kierowanej przez Abd ar-Rahmana Szachbandara. W 1922, podobnie jak jej przywódca, został oskarżony o kontakty z Amerykanami i dążenie do obalenia francuskiego mandatu. Musiał opuścić Syrię; na wygnaniu pozostał dwa lata, gdyż w 1924 ogłoszona została kolejna amnestia.
Po powrocie do kraju Mardam przystąpił do Partii Ludowej, której przewodził Szachbandar. Działała ona na rzecz uzyskania przez Syrię suwerenności i proklamowania monarchii, z Haszymitami jako dynastią panującą. Mardam należał do liderów największego powstania Arabów przeciwko mandatowi, które wybuchło w 1925. W jego majątkach w Ghucie k. Damaszku składowano broń i ukrywano poszukiwanych przez władze powstańców, Mardam brał też udział w przemycie broni z Palestyny. Po stłumieniu powstania został ponownie skazany na śmierć, zdołał jednak zbiec do Jafy. Brytyjskie władze mandatowe wydały go Francuzom; Mardam został osadzony w więzieniu na wyspie Arwad, po czym po raz trzeci skorzystał z amnestii.

### Polityk Bloku Narodowego
W październiku 1927 był wśród twórców Bloku Narodowego, umiarkowanej organizacji niepodległościowej założonej przez przedstawicieli najbardziej wpływowych rodów syryjskich. Pierwszy przewodniczący Bloku, Haszim al-Atasi, włączył go do jego rady wykonawczej. W roku następnym Mardam został wybrany do syryjskiego Zgromadzenia Konstytucyjnego. W 1932 uzyskał reelekcję, ponadto został ministrem finansów w rządzie Hakkiego al-Azma. Został wybrany deputowanym także w 1936 oraz w 1943.

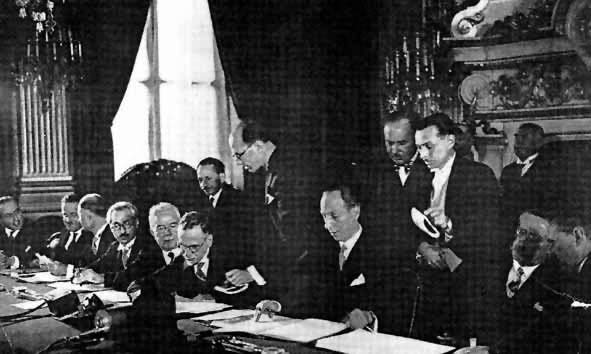
Delegacja syryjska składa podpisy pod projektem układu francusko-syryjskiego, 1936

W 1936 współorganizował 60-dniowy strajk, który przerodził się w zamieszki antyfrancuskie; w jego rezultacie francuski rząd Frontu Ludowego zgodził się podjąć z Blokiem Narodowym rozmowy o nadaniu Syrii pełnej suwerenności. Dżamil Mardam (obok Haszima al-Atasiego, Sad Allaha al-Dżabiriego, Farisa al-Churiego oraz Rijada as-Sulha)był w delegacji syryjskiej, która brała udział w tych negocjacjach. Wspólnie z Haszimem al-Atasim odegrał znaczącą rolę w wypracowaniu traktatu gwarantującego Syrii niepodległość najpóźniej za 25 lat, w zamian za zawarcie z Francją sojuszu wojskowego i liczne koncesje na rzecz tego kraju. Traktat ten nigdy nie wszedł w życie (nie został ratyfikowany przez parlament francuski), jednak natychmiast po ogłoszeniu jego postanowień doprowadził do wzrostu poparcia dla Bloku Narodowego i umożliwił wybór Haszima al-Atasiego na prezydenta Republiki Syryjskiej. Ten z kolei powierzył Mardamowi stanowisko premiera.

### Premier Syrii (1936–1939)
Dżamil Mardam utworzył gabinet 21 grudnia 1936. Jego współpraca z al-Atasim nie układała się najlepiej. Mardam popadł również w konflikt z Szachbandarem, który w 1937 wrócił z wygnania do Syrii. Premier obawiał się jego popularności i nie powierzył mu żadnego stanowiska rządowego. Gdy Szachbandar oskarżył go o dążenie do dyktatury, Mardam nakazał umieścić go w areszcie domowym.
Rząd Mardama stale prowadził z Francją rozmowy w sprawie niepodległości Syrii. Wyrażał zgodę na dalsze ustępstwa gospodarcze (m.in. odnowienie koncesji dla Banku Syrii i Libanu) i polityczne. Francja nie zamierzała jednak już rezygnować z mandatu i tym samym ze swojej pozycji na Bliskim Wschodzie. Mimo opisanej wyżej postawy rządu Mardama francuscy oficerowie dążyli do wywołania wewnątrz Syrii konfliktów etnicznych, podsycając separatyzm druzyjscy i alawicki, jak również przekazując Turcji sandżak Aleksandretty. W rezultacie Mardam, próbując nadal negocjować z Francuzami, musiał również rywalizować o wpływy wewnątrz Bloku Narodowego z Szukrim al-Kuwatlim i jego frakcją; domagała się ona walki o natychmiastową niepodległość Syrii i niezadowalania się autonomią pod obcym protektoratem. Oskarżany o nieudolność i nieumiejętność wymuszenia na Francji, by ratyfikowała ostatecznie traktat z 1936, Mardam w 1939 odszedł ze stanowiska.

### 1940–1946
W 1940 Szachbandar został zamordowany w Damaszku. Mardam został oskarżony o zainspirowanie zabójstwa wspólnie z dwoma współpracownikami z Bloku Narodowego, Sad Allahem al-Dżabirim i Lutfim al-Haffarem. Zbiegł do Iraku, gdzie uzyskał azyl. Był sądzony in absentia, tym razem jednak uniewinniono go. Do Syrii wrócił w 1941 i dwa lata później wystartował w wyborach parlamentarnych z listy Bloku Narodowego. Dzięki naprawieniu relacji z Szukrim al-Kuwatlim uzyskał stanowisko ministra spraw zagranicznych, gdy ten został wybrany na prezydenta Syrii, zaś Sad Allah al-Dżabiri stanął na czele rządu. Brał udział w tworzeniu Ligi Arabskiej.
W listopadzie 1944 objął stanowiska ministra spraw zagranicznych, gospodarki oraz obrony w rządzie Farisa al-Churiego. Brał udział w nowych rozmowach syryjsko-francuskich, podczas których domagał się wprowadzenia w życie postanowień traktatu z 1936, odmawiał również udzielenia Francji licznych koncesji w niepodległym państwie syryjskim. W maju 1945 na osobisty rozkaz Charles’a de Gaulle’a wojska francuskie dokonały bombardowania Damaszku. W jego trakcie zniszczony został gmach ministerstwa obrony, splądrowano mieszkanie Mardama oraz jego biuro. De Gaulle domagał się jego aresztowania.

### W niepodległej Syrii
Po uzyskaniu przez Syrię niepodległości w 1946 Mardam zamierzał wystartować w wyborach prezydenckich. Szukri al-Kuwatli, obawiając się rywalizacji z nim, mianował go ambasadorem w Egipcie i w Arabii Saudyjskiej. W 1947 nieoczekiwanie zmarł jednak Sad Allah al-Dżabiri; al-Kuwatli, nie widząc innych odpowiednich kandydatów na premiera, zgodził się na powrót Mardama do Damaszku i powierzył mu misję sformowania rządu. Weszli do niego głównie politycy Partii Narodowej, jednej z dwóch formacji, które w tym samym roku powstały po rozpadzie Bloku Narodowego. Sam premier stanął równocześnie na czele resortów zdrowia i spraw zagranicznych, a w maju 1948, po rezygnacji Ahmada asz-Szarabatiego, także obrony.
Rząd Mardama nie zrealizował żadnego z kluczowych stawianych mu celów: nie uzyskał zwrotu aktywów syryjskich zamrożonych we Francji, nie utworzył banku emisyjnego, nie ustabilizował waluty ani nie odzyskał sandżaku Aleksandretty. Najbardziej jednak zaszkodziła premierowi klęska w wojnie z Izraelem. Zarówno współpracownicy z Partii Narodowej, jak i opozycja oskarżyła go o nieumiejętność zarządzania siłami zbrojnymi i sprzeniewierzenie funduszy na zakup wyposażenia dla wojska. W kraju doszło do antyrządowych manifestacji. W odpowiedzi na nie premier ogłosił stan wojenny, użył wojska do tłumienia protestów i aresztował swoich największych krytyków; jednym z nich był ideolog partii Baas Michel Aflak. Ostatecznie jednak, idąc za radą prezydenta al-Kuwatliego, 22 sierpnia 1948 zrezygnował ze stanowiska; w tym momencie jego gabinet nie miał już poparcia drugiej głównej syryjskiej partii - Partii Ludowej, a politycy niezwiązani z Partią Narodową wystąpili z niego. Zapowiedział również wycofanie się z jakiejkolwiek działalności publicznej, ostrzegając przed dwoma niebezpieczeństwami dla Syrii: zagrożeniem ze strony Izraela oraz groźbą dyktatury wojskowej.

### Emigracja

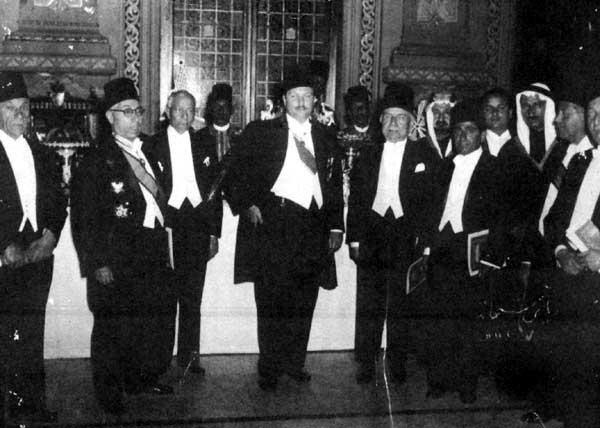
Dżamil Mardam na przyjęciu na dworze króla Faruka w Kairze (stoi drugi z lewej)

Dżamil Mardam emigrował do Egiptu, gdzie został dobrze przyjęty przez króla Faruka. Cieszył się szacunkiem również ze strony Wolnych Oficerów, autorów rewolucji 1952 r. Gamal Abdel Naser bezskutecznie zachęcał go do startu w wyborach prezydenckich w Syrii, obiecując mu wspieranie jego kampanii, jednak Mardam odmówił ze względu na stan zdrowia. Były premier Syrii zmarł w 1960 w Kairze; pochowano go w Damaszku. Pośmiertnie, z inicjatywy jego córki Salmy, wydane zostały jego wspomnienia z okresu II wojny światowej.